# Brussels Film Festival
Le Brussels Film Festival (BRFF) est un festival de cinéma européen fondé en 2003 par Dominique Janne, producteur chez K2. Il succède en partie au Festival du film international de Bruxelles, qui se déroula entre 1974 et 2002, en recentrant ce dernier autour du cinéma européen. D'abord appelé Festival du film européen de Bruxelles (FFFB), il devient le Brussels Film Festival sous l'impulsion d'Ivan Corbisier, qui en est encore l'actuel président. Le festival se déroule sur huit jours, en grande partie à Flagey.
Outre la compétition officielle, couronnée par le Golden Iris Award (meilleur film) et le White Iris Award (meilleur premier film), le Brussels Film Festival s'est enrichi de plusieurs prix au fil des années : prix du jury, le Cinelab Award qui récompense la meilleure photographie, le prix du jury ASA, le prix Cineuropa, le prix de la RTBF TV...
Le Brussels Film Festival n'a aucun lien avec le Festival international du film de Bruxelles (FIFB) créé en novembre 2015.

## Histoire
Le Festival du film international de Bruxelles est fondé en janvier 1974, dans l'Auditorium du Passage 44, sous l'initiative de la Chambre Syndicale Belge de la Cinématographie et Dimitri Balachoff. En 1998, pour ses 25 ans, le festival s'installe dans les cinémas UGC Acropole et Vendôme de Bruxelles. L'année suivante, il s'étend dans toute la ville de Bruxelles : les projections se déroulent essentiellement au Kladaradatsch! Palace, cinéma nouvellement restauré, ainsi que dans diverses salles de la ville de Bruxelles.
En 2001, le Golden Iris Award est décerné au film Les cent pas de Marco Tullio Giordana ; cette œuvre cinématographique est le dernier vainqueur de la première version du festival. Car en 2002, le Kladaradatsch ! Palace ferme ses portes à la suite d'une faillite. Privé de lieu, le Festival de Bruxelles décide d’annuler sa 29e édition.
L'année suivante, le producteur Dominique Janne décide de relancer un festival dans la capitale européenne. S'il conserve le Golden Iris Award comme récompense de la compétition officielle, il décide cependant de centrer le nouveau festival sur le jeune cinéma européen : le Festival du film européen de Bruxelles, rebaptisé très rapidement Brussels Film Festival, est né. Il s'installe à Flagey, bâtiment nouvellement restauré situé au cœur de Bruxelles, sur la commune d'Ixelles. Présidé depuis décembre 2009 par Ivan Corbisier, le BRFF est à ce jour le plus grand festival de cinéma à Bruxelles[réf. nécessaire].
Depuis 2009, le festival s'est associé au Prix LUX, prix cinématographique décerné par le Parlement européen.
En plus de sa traditionnelle rétrospective consacrée à un invité d'honneur, le BRFF a lancé, pour sa 14e édition en 2016, un nouveau concept : la "Fête à...". Il s'agit d'une soirée d'hommage consacrée à un artiste vivant, en présence d'amis et d'artistes. La première a réuni, autour de Guy Bedos, Jean-Paul Belmondo, Michel Boujenah, Mohamed Fellag, Alex Vizorek, Fabrizio Rongione…

## Organisation du festival

### Sections
Le Brussels Film Festival projette au total une cinquantaine de films, répartis en différentes sections.
- Compétition des longs-métrages : rassemble une douzaine de longs-métrages chaque année, tous produits en Europe. Certains pays frontaliers sont régulièrement inclus dans la sélection, tels que la Russie ou encore la Turquie.
- Compétition des courts-métrages : collige une douzaine de courts-métrages chaque année ; la compétition dispose d'un jury propre.
- Hors-Compétition : des longs-métrages sont présentés durant les huit jours, lors de séances spéciales, souvent en présence d'un membre de l'équipe du tournage.
- Panorama : tour d’horizon du cinéma européen couvrant 51 pays, dont les 28 de l’Union Européenne.

Chaque année, le BRFF accueille un invité d’honneur à qui il consacre une rétrospective de ses films, en partenariat avec la Cinémathèque Royale de Belgique : Peter Greenaway, Bertrand Tavernier, Alan Parker, Volker Schlöndorff...

### Sélection d'un film
Plus de 800 films sont visionnés chaque année, entre octobre et mai, par un comité de sélection. Ils sont envoyés directement sur le site du BRFF ou découverts lors des différents festivals internationaux. Finalement, la sélection officielle comporte 10 à 12 films.
Le BRFF axe son festival sur le cinéma européen indépendant. Selon le même modèle que le Festival du film de Sundance, lancé par Robert Redford pour promouvoir le cinéma américain indépendant, le festival récompense initialement dans sa compétition officielle des premiers et deuxièmes longs-métrages de réalisateurs européens. Plus récemment, Ivan Corbisier a décidé d'ouvrir davantage la compétition : en 2015, sur les 11 films en compétition officielle, 4 seulement étaient des premiers longs-métrages.
Au cours des précédentes éditions, le Festival du film européen de Bruxelles a permis de découvrir des longs-métrages de fiction de réalisateurs tels que Joachim Lafosse (Nue Propriété, Ça rend heureux), Dagur Kari (Noi Albinoi, Dark Horse), Anne Feinsilber (Requiem for Billy the Kid), Srdjan Vuletic (Summer in the Golden Valley), Cristian Nemescu (California Dreamin'), Gyorgy Palfi (Taxidermia), Ágnes Kocsis (Fresh air), Barthélemy Grossmann (13m²)...
Le BRFF a des partenariats avec plusieurs festivals, en Pologne, en Roumanie, en Angleterre et en Autriche.

### Prix décernés
Les principaux prix décernés sont le Golden Iris Award et le White Iris Award, qui couronnent respectivement le meilleur film et le meilleur premier film.

#### Autres prix
- Prix du court-métrage
- Prix du jury
- Prix du meilleur scénario
- Cinelab Award : meilleure photographie
- Prix ASA,
- Prix Cineuropa
- Prix UPS
- Prix RTBF TV
- Prix BeTv

## Éditions et Palmarès

### 2003:1reédition
Le jury de la compétition officielle est constitué de Nicolas Bruyelle, Thomas Gunzig, Dorothée Van Den Berghe et Luckas Van der Taelen.
- Golden Iris Award : Pleasant Days de Kornél Mundruczó.
- Prix du jury : The Death of Klinghoffer de Penny Woolcock.
- Prix de la meilleure interprétation masculine : Aksel Hennie dans Jonny Vang.
- Prix de la meilleure interprétation féminine : Marina Zubanova dans S lyubovyu. Lilya.
- Prix RTBF TV : Pleasant Days de Kornél Mundruczó.
- Prix Canvas TV : Tussenland d'Eugenie Jansen.

### 2004:2eédition
Le jury de la compétition officielle est constitué de Philippe Bourgueil, Gabrielle Claes, Marc Didden et Jan Verheyen.
- Golden Iris Award : L'été dans la vallée d'or de Srdjan Vuletic.

### 2005:3eédition
Le jury de la compétition officielle est constitué de Dominique Deruddere, Bouli Lanners, Bruno Putzulu et Assumpta Serna.
- Golden Iris Award : Dark Horse de Dagur Kári.

### 2006:4eédition
Le jury de la compétition officielle est constitué de Fabrice Du Welz, Jeanne Labrune, Elisabetta Rocchetti, Fien Troch et Lisa Werlinder.
- Golden Iris Award : Friss levegö d'Ágnes Kocsis.
- Prix de la meilleure interprétation féminine : Mirjana Karanovic dans Sarajevo, mon amour.
- Prix Canvas TV : Sarajevo, mon amour de Jasmila Žbanić.

### 2007:5eédition
Le jury de la compétition officielle est constitué de Kris Cuppens, Marie Kremer, Olga Kurylenko et Camille Natta.
- Golden Iris Award : California Dreamin' de Cristian Nemescu.
- Prix de la meilleure interprétation féminine : Mária Varga, Rózsika Varga, Marian Rusache dans Le Voyage d'Isk (Iszka utazása).
- Prix RTBF TV : La Mort du président (Death of a President) de Gabriel Range.
- Prix Telenet : L'art de pleurer en chœur de Peter Schønau Fog.
- Prix du meilleur court-métrage : Rare Books and Manuscripts de Bruce Webb.

### 2008:6eédition
Le jury de la compétition officielle est constitué de Matthieu Donck, Aneta Lesnikovska, Bruno Merle, Rudi Rosenberg et Marie Vinck.
- Golden Iris Award : Happy Sweden de Ruben Östlund.
- Prix du jury : Une chanson dans la tête de Hany Tamba.
- Prix RTBF TV : Une chanson dans la tête de Hany Tamba.

### 2009:7eédition
Le jury de la compétition officielle est constitué de Taylan Barman, Tómas Lemarquis, Merce Llorens, Hannes Stöhr et Laura Verlinden.
- Golden Iris Award : Machan d'Uberto Pasolini[7].
- Prix du jury : La Casa sulle nuvole de Claudio Giovannesi.
- Prix de la meilleure interprétation : Hilda Péter pour Katalin Varga et Malin Crépin pour In your veins.
- Prix RTBF TV : Machan d'Uberto Pasolini.
- Prix Telenet : Somewhere between here and now d'Olivier Boonjing.

### 2010:8eédition
Le jury de la compétition officielle est constitué de Marie Gillain, Annelise Hesme, Gérard Krawczyk, David Moreau, Karim Saleh et Christophe Van Rompaey.
- Golden Iris Award : Yo Tambien d'Alvaro Pastor & Antonio Naharro.
- White Iris Award : Alles Stroomt de Danyael Sugawara.
- Prix du meilleur scénario : All That I Love de Jacek Borcuch.
- Prix du public : L'homme qui viendra (L’uomo Che Verra) de Giorgio Diritti.
- Prix Cineuropa : Corridor de Johan Lundborg & Johan Storm.

La 8e édition du Brussels Film Festival a rendu hommage au réalisateur belge Jaco van Dormael.

### 2011:9eédition
Le jury de la compétition officielle est constitué de Stéphanie Crayencour, Anne Coesens, Jan De Cock, Yves Rénier, Gust Van Den Berghe et Jacques Weber.
- Golden Iris Award : Un samedi presque parfait d'Alexandre Mindadze.
- White Iris Award : Nothing's All Bad de Mikkel Munch-Fals.
- Prix du meilleur scénario : Happy, Happy d'Anne Sewitsky.
- Prix du public : Parked de Darragh Byrne.
- Prix RTBF TV : Ni à vendre, ni à louer de Pascal Rabaté.
- Prix BeTV : Ni à vendre, ni à louer de Pascal Rabaté.
- Prix Cineuropa : Une vie tranquille de Claudio Cupellini.
- Prix du meilleur court-métrage : Injury Time de Robin Pront.
- Prix Studio L'Équipe du meilleur court-métrage : Het Bijzondere leven van Rocky De Vlaeminck de Kevin Meul.

### 2012:10eédition
Le jury de la compétition officielle est constitué de Frédéric Fonteyne, Tania Garbarski, Peter Greenaway, Édouard Molinaro, Koen Mortier, Mireille Perrier et Bernard Yerlès.
- Golden Iris Award : Mort à Vendre de Faouzi Bensaïdi.
- White Iris Award : Clip (Klip) de Maja Miloš.
- Prix du meilleur scénario : Bloody Boys (Jävla Pojkar) de Shaker K. Tahrer.
- Prix du public : Italy: Love it or Leave it de Gustav Hofer & Luca Ragazzi.
- Prix RTBF TV : Quand je serai petit de Jean-Paul Rouve.
- Prix BeTV : No habrá paz para los malvados (Pas de répit pour les salauds) de Enrique Urbizu.
- Prix Telenet : The Deep blue sea de Terence Davies.
- Prix Cineuropa : Mort à Vendre de Faouzi Bensaïdi.
- Prix UPS - Jury jeunes : Little Bird (Kauwboy) de Boudewijn Koole.
- Prix du meilleur court-métrage : A New Old Story d'Antoine Cuypers.
- Prix Studio L'Équipe du meilleur court-métrage : Le Cri du homard de Nicolas Guiot.
- Prix UPCB du meilleur court-métrage : Robyn O. de Cecilia Verheyden (prix de l'Union de la Presse Cinématographique Belge).

C'est la première fois dans l'histoire du BRFF qu'un film marocain remporte le Golden Iris Award. Lors de la remise du prix Cineuropa, le rédacteur en chef du média, Domenico La Porta, a dit : « Pour sa façon d'honorer et de bousculer les codes du polar, pour sa capacité à insuffler de la poésie dans une atmosphère saturée par la tension sociale et la montée de l'extrémisme, pour sa plongée libre et aérienne au cœur de Tétouan, au Maroc, le jury Cineuropa a choisi de décerner son prix à Faouzi Bensaïdi pour Death for Sale. »

### 2013:11eédition
Le jury de la compétition officielle est constitué de Samuel Benchetrit, Julia Dietze, Joachim Lafosse, Sam Louwyck et Astrid Whettnall.
- Golden Iris Award : Michael Kohlhaas d'Arnaud des Pallières[10].
- White Iris Award : Shell de Scott Graham.
- Prix du jury : Camille Claudel 1915 de Bruno Dumont.
- Prix RTBF TV : Michael Kohlhaas d'Arnaud des Pallières.
- Prix BeTV : Paradis perdu d'Ève Deboise.
- Prix Studio L'Équipe du meilleur court-métrage : Honey de Valeria Golino.
- Prix du meilleur scénario : Vive la Biélorussie ! de Krzysztof Łukaszewicz[11].

### 2014:12eédition
Le jury de la compétition officielle est constitué de Raphaël Haroche, Alexandre Courtès, Hande Kodja, Anita Kravos, Laia Marull, Olivier Rabourdin et Fabrizio Rongione.
- Golden Iris Award : Des chevaux et des hommes de Benedikt Erlingsson.
- White Iris Award : The Reunion d'Anna Odell.
- Prix du jury : Aces d’Alfonso Zarauza.
- Prix Cinélab pour la meilleure photographie : Guido van Gennep pour Farewell to the Moon de Dick Tuinder.
- Prix du public : The Double de Richard Ayoade.
- Prix RTBF TV : The Reunion d'Anna Odell.
- Prix BeTV : The Dark Valley d’Andreas Prochaska.
- Prix Cineuropa : Vis-à-Vis de Nevio Marasovic.
- Prix UPS - Jury jeunes : The Reunion d'Anna Odell.
- Prix Prime TV : Farewell to the Moon de Dick Tuinder.

### 2015:13eédition
Le jury de la compétition officielle est constitué de Christian Carion, Olivier Masset-Depasse, Erika Sainte, Antonella Salvucci et Wim Willaert.
- Golden Iris Award : Rough Road Ahead de Christian Frosch.
- White Iris Award : In Your Arms de Samanou Acheche Sahlstrøm.
- Prix du jury : Cialo (Body) de Malgorzata Szumowska.
- Prix du meilleur scénario : Son of Mine de Remy van Heugten.
- Prix du public : La Loi du marché de Stéphane Brizé.
- Prix Cineuropa : Dora or the Sexual Neuroses of our Parents de Stina Werenfels.
- Prix UPS - Jury jeunes : Bridgend de Jeppe Rønde.

Deux hommages sont prévus durant cette 13 édition, le premier à Jacques Doillon, par une rétrospective et une leçon de cinéma, le second à Juliette Binoche ; cette dernière n'a cependant pas pu venir à la suite de diverses complications.

### 2016: 14eédition
Le jury de la compétition officielle est constitué de Derek De Lint, Ivona Juka, Emanuele Crialese, Natali Broods et Pierre Dherte.
- Golden Iris Award : Toni Erdmann de Maren Ade[13].
- White Iris Award : A Good Wife de Mirjana Karanovic.
- Prix du jury : Callback de Carles Torras.
- Prix Cinélab pour la meilleure photographie : Yórgos Arvanitis pour Blind Sun de Joyce A. Nashawati.
- Prix RTBF TV : Toni Erdmann de Maren Ade.
- Prix BeTV : L'Olivier d'Icíar Bollaín.
- Prix Cineuropa : Pikadero de Ben Sharrock.
- Prix UPS - Jury jeunes : Suntan d'Argyris Papadimitropoulos.

Le jury pour la sélection des courts-métrages est composé de Jelle Brans, Thibault Van de Werve et Jeroen Van Rossem.
- Meilleur court-métrage : De Broers Van Bommel de Laurens Jans (Belgique)

La 14e édition du Brussels Film Festival a rendu hommage au réalisateur allemand Volker Schlöndorff par une rétrospective et une leçon de cinéma et à l'humoriste français Guy Bedos avec une "Fête à..." au Théâtre 140. Lors de la soirée d'ouverture, Volker Schlöndorff s'est exprimé sur le cinéma européen, porté par le Brussels Film Festival : « On l’a tellement dit mort, que c’est étonnant qu’il soit encore en vie ! Mais le cinéma européen est très vivant. Il survit grâce aux festivals, et grâce à internet. Jamais les gens n’ont vu autant de films, alors qu’en même temps, on dit que c’en est fini du cinéma de qualité. Mais ce n’en sera jamais fini  ! »
L'année 2016 est marquée par des restrictions budgétaires qui obligent l'association gérant le BRFF à lancer un appel au financement participatif sur Kiss Kiss Bank Bank pour réunir 4 000 €, afin de pouvoir organiser son Cinéconcert gratuit dans le cadre de la Fête de la musique. Selon plusieurs médias, « le budget serré du festival se ressent évidemment dans la programmation », du fait que « peu de grands noms sont en lice ».